# Oregård (gård)
 For alternative betydninger, se Oregård. (Se også artikler, som begynder med Oregård)
Oregård ved Vordingborg er den største hovedgård under Rosenfeldt Gods. Gården menes bygget ca. 1850 som forvalterbolig og driftsgård for den del af Rosenfeldt Gods, som ligger fra "Statenehuset" til vestsiden af Oreby Skov.
Selve stuehuset er med sin en hektar store have nu udlejningsbolig. Tidligere var haven det dobbelte, idet frugthaven nu er inddraget til skovbrug. Ved siden af stuehuset ligger dels fodermesterboligen bygget i kampesten samt Polakkasernen. Fra denne sidste er en storslået udsigt over Storstrømmen.
Frem til 1950'erne boede og arbejde mellem 30 og 40 mennesker på gården, som således var et lille samfund i sig selv. Her var mejeri og smedje udover de kæmpestore ko- samt hestestalde. Nu om dage (2009) er til sammenligning udover forvalteren ansat 3 mand på hele Rosenfeldt Gods' landbrug. (Et af Danmarks 10 største landbrug)
55°01′43.76″N 11°50′38.56″Ø / 55.0288222°N 11.8440444°Ø
|  | Denne artikel om en bygning eller et bygningsværk kan blive bedre, hvis der indsættes et (bedre) billede. Du kan hjælpe ved at afsøge Wikimedia Commons for et passende billede eller lægge et op på Wikimedia Commons med en af de tilladte licenser og indsætte det i artiklen. |